# 12146 Ostriker
A 12146 Ostriker (ideiglenes jelöléssel 6035 P-L) a Naprendszer kisbolygóövében található aszteroida. Cornelis Johannes van Houten, Ingrid van Houten-Groeneveld és Tom Gehrels fedezte fel 1960. szeptember 24-én.